# 1941年6月22日德苏空战
1941年6月22日德苏空战是指1941年6月22日，苏德两军爆发了军事史上规模最大的单日战斗。战斗中，两军战机发生缠斗，德军亦空袭了苏军机场。6月22日当天，共有约14000架作战飞机参与了战斗，其中逾2000架被击毁。据估计，納粹德國空軍和苏联空军的损失比在1:35至1:60之间。